# Двойно убийство
„Двойно убийство“ (на английски: Double Jeopardy) е американски криминален трилър от 1999 г. на режисьора Брус Берсфорд, с участието на Ашли Джъд, Томи Лий Джоунс, Брус Грийнууд, Джилиан Барбър и Анабет Гиш. Премиерата на филма е на 24 септември 1999 г. от „Парамаунт Пикчърс“, филмът получава смесени отзиви от критиката и печели 177 млн. щ.д.

## Актьорски състав
| Актьор              | Роля                                          |
| ------------------- | --------------------------------------------- |
| Ашли Джъд           | Елизабет Парсънс                              |
| Томи Лий Джоунс     | Травис Лехман                                 |
| Брус Грийнууд       | Никълъс Парсънс Саймън Райдър Джонатан Деверо |
| Анабет Гиш          | Анджи Грийн Анджи Райдър                      |
| Рома Мафия          | Маргарет Сколовски                            |
| Джей Бразо          | Боби Лонг                                     |
| Майкъл Гастон       | Кътър                                         |
| Даниел Лапайн       | Интернет експерт                              |
| Дейв Хагер          | Джим Манголд                                  |
| Бенджамин Уейър     | Мати Парсънс (на 4 години)                    |
| Спенсър Трийт Кларк | Мати Парсънс (на 11 години)                   |
| Бабз Чула           | Руби                                          |